# Nizozemci
Nizozemci (nizozemsko Nederlanders) so prebivalci Nizozemske in nekaterih kolonij. Govorijo nizozemščino.